# Pulvermühle (Kasendorf)
Pulvermühle (oberfränkisch: Bulfe-miel) ist ein Gemeindeteil des Marktes Kasendorf im Landkreis Kulmbach (Oberfranken, Bayern). Pulvermühle liegt in der Gemarkung Döllnitz.

## Geographie
Die Einöde liegt am Friesenbach. Über einen Anliegerweg gelangt man über eine Gemeindeverbindungsstraße nach Döllnitz zur Kreisstraße KU 5 (0,3 km nordwestlich).

## Geschichte
Pulvermühle ist wahrscheinlich identisch mit der Oberen Hammermühle. Als „Pulvermühle“ wurde sie 1720 erstmals namentlich erwähnt.
Gegen Ende des 18. Jahrhunderts bestand Pulvermühle aus einem Anwesen. Das Hochgericht übte das Giech’sche Herrschaftsgericht Thurnau aus. Das Amt Thurnau war Grundherr der Pulvermühle mit zugehöriger Salpetersiederei.
Von 1797 bis 1810 unterstand der Ort dem Patrimonialgericht Thurnau. Mit dem Gemeindeedikt wurde Pulvermühle dem 1811 gebildeten Steuerdistrikt Peesten und der 1818 gebildeten Ruralgemeinde Döllnitz zugewiesen. Am 1. Januar 1972 wurde Pulvermühle nach Kasendorf eingegliedert.

### Baudenkmäler
- Haus Nr. 37: Ehemalige Pulvermühle

### Einwohnerentwicklung
| Jahr      | 001818 | 001861 | 001871 | 001885 | 001900 | 001925 | 001950 | 001961 | 001970 | 001987 |
| Einwohner | *      | 10     | 9      | 7      | 7      | 5      | 9      | 6      | 7      | 4      |
| Häuser    | *      |        |        | 1      | 1      | 1      | 1      | 1      |        | 1      |
| Quelle    | [ 8 ]  | [ 11 ] | [ 12 ] | [ 13 ] | [ 14 ] | [ 15 ] | [ 16 ] | [ 17 ] | [ 18 ] | [ 1 ]  |

## Religion
Pulvermühle ist evangelisch-lutherisch geprägt und nach St. Johannes (Kasendorf) gepfarrt.